# 하이픈 전쟁
체코슬로바키아 이름 분쟁은 공산주의 정권이 붕괴한 뒤인 1990년 체코슬로바키아의 공식 명칭을 어떻게 할 것인가를 놓고 일어난 분쟁으로, 흔히 하이픈 전쟁 또는 붙임표 전쟁(체코어: Pomlčková válka, 슬로바키아어: Pomlčková vojna)이라고도 부른다.
1990년까지 체코슬로바키아의 공식 명칭은 체코슬로바키아 사회주의 공화국(체코어와 슬로바키아어: Československá socialistická republika, 약칭 ČSSR)이었다. 벨벳 혁명으로 공산주의 정권이 붕괴한 뒤 체코 출신인 바츨라프 하벨 대통령은 이 이름에서 '사회주의'만을 삭제한 이름인 "체코슬로바키아 공화국"을 제안했지만, 슬로바키아 출신 정치인들은 '체코'와 '슬로바키아' 사이를 붙임표로 나누어 줄 것을 요구했다. 이는 체코슬로바키아가 처음 생겨난 1918년부터 1920년까지 그리고 1938년부터 1939년까지 쓰였던 이름이다. 하벨 대통령은 이를 수용하여 체코-슬로바키아 공화국(체코어와 슬로바키아어: Česko-slovenská republika)이라는 이름을 다시 제안했다.
1990년 3월 29일 체코슬로바키아 의회는 국가의 공식 명칭에 대해 체코어로 표기할 때에는 붙임표가 없는 형태("체코슬로바키아 연방 공화국")를 쓰도록 결의하는 한편, 슬로바키아어로 표기할 때에는 붙임표가 있는 형태("체코-슬로바키아 연방 공화국")으로 쓰도록 결의했다. 그러나 이는 만족스럽지 않은 결과였기 때문에 의회는 한 달도 채 안돼 4월 20일 접속사를 추가하여 체코‘와’ 슬로바키아 연방공화국(체코어: Česká a Slovenská Federativní Republika, 슬로바키아어: Česká a Slovenská Federatívna Republika, 약칭 ČSFR)으로 정했다. 이러한 절충안이 나오는 데까지는 언어적 논쟁이 얽혀 있었다. 체코어와 슬로바키아어 모두 나라의 이름을 쓸 때 첫 번째 낱말에만 대문자를 쓰는데, 슬로바키아(Slovenská)의 첫 글자를 대문자로 만들기 위해 모든 낱말에 대문자를 쓰는 예외를 두기로 정한 것이다.
이 논쟁은 하이픈을 붙이느냐에 대한 여부에 관한 것이었으며, 체코어와 슬로바키아어 양쪽 모두에서 하이픈과 줄표는 쓰임이 다른 문장 부호이지만, 이 사건은 영어권 언론을 통해 하이픈 전쟁으로 불리게 되었다. 이는 이름처럼 진짜 전쟁은 아니었지만, 체코와 슬로바키아가 가진 정체성 사이의 큰 차이를 보여준 사건이었다. 2년 뒤인 1992년 양측은 서로 갈라지기로 합의하여 1993년 1월 1일 체코와 슬로바키아는 완전히 별개의 국가로 분리되었다.

## 같이 보기
- KOREA/COREA 영문 표기 논쟁